# Stenoperla
Stenoperla is een geslacht van steenvliegen uit de familie Eustheniidae. De wetenschappelijke naam van het geslacht is voor het eerst geldig gepubliceerd in 1867 door McLachlan.

## Soorten
Stenoperla omvat de volgende soorten:
- Stenoperla helsoni McLellan, 1996
- Stenoperla hendersoni McLellan, 1996
- Stenoperla maclellani Zwick, 1979
- Stenoperla prasina (Newman, 1845)